# Parque Centenario (Buenos Aires)

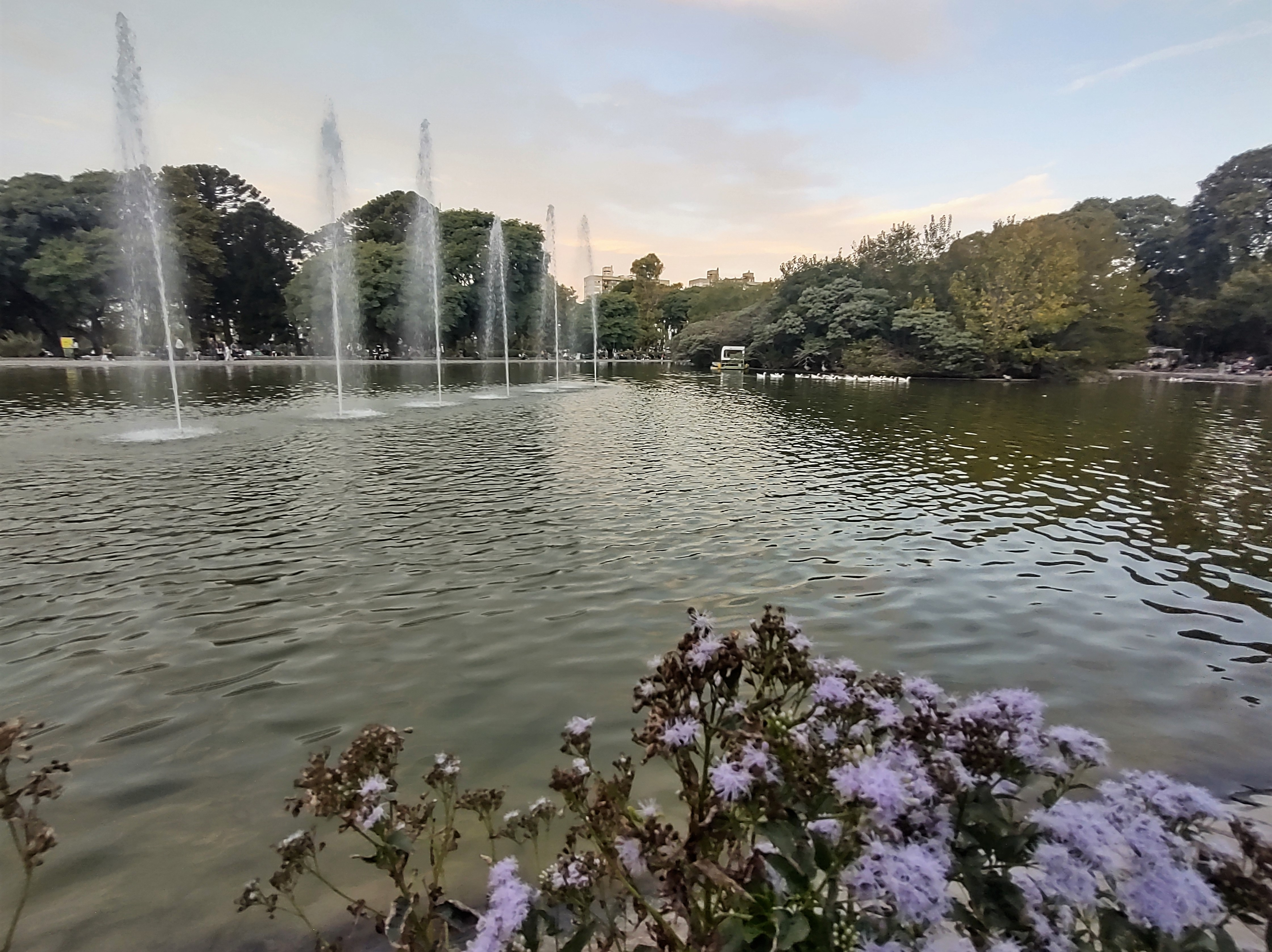
El lago central del Parque Centenario.

Parque Centenario es la denominación que recibe un espacio verde público que se encuentra ubicado en el centro geográfico de la Ciudad Autónoma de Buenos Aires, entre las avenidas Díaz Vélez, Patricias Argentinas, Leopoldo Marechal y Ángel Gallardo, en el barrio de Caballito en una zona limítrofe con los barrios de Almagro (Buenos Aires) y Villa Crespo.
Por extensión, recibe este nombre la zona residencial ubicada en las manzanas aledañas al parque.

## Historia
Su creación fue decidida por el Concejo Deliberante de la Ciudad de Buenos Aires mediante Ordenanza del 14 de mayo de 1909. Fue inaugurado con motivo de los festejos del Centenario Argentino de la Revolución de Mayo, en 1810, ya que hasta ese momento se trataba de una zona de descampados que sobrevivían en una ciudad en rápido crecimiento.
El proyecto del parque fue obra del arquitecto y paisajista franco-argentino Carlos Thays, creador de gran parte de los espacios verdes de Buenos Aires.
En 1953, el intendente Jorge Sabaté inauguró el anfiteatro Eva Perón, donde se realizaron festivales de verano del Teatro Colón y actividades infantiles al aire libre, hasta que el gobierno peronista fue derrocado por la Revolución Libertadora en 1955. Tenía capacidad para 10 000 espectadores y su escenario estaba techado por tres arcos parabólicos, pero se incendió en 1959.
Durante la intendencia de facto del Brigadier Osvaldo Cacciatore (1976-1982), el parque fue completamente reformado, y en su centro (donde antes se había levantado el anfiteatro) se construyó un lago artificial, que permaneció seco durante  años.
El abandono del parque fue preocupante hasta que se remodeló nuevamente y se restauró, inaugurándose las obras en 2006, inaugurando un moderno anfiteatro, con capacidad para 1600 personas sentadas. en la remodelación de 2006 fue construido un nuevo lago, que reemplazó los dos antiguos islotes por una isla biológica, en la cual habitan los patos, cisnes y tortugas marinas del lago. En las aguas del lago nadan peces carpa. En septiembre de 2006 se había inaugurado la primera etapa de mejoramiento del parque: recuperación del lago, pavimentación, instalación de una isla biológica, juegos, baños, bebederos y hasta un muelle.
En 2008 el estado de deterioro del parque era serio nuevamente, y los trabajos no se habían concluido aún. En septiembre de 2012 fue enrejado, frente al rechazo de los vecinos. Un grupo de personas inició un acampe contra la actual privatización de espacios públicos en la ciudad. A 2014 continuaban las denuncias por el estado de abandono generalizado del parque.
Se construyó una pista aeróbica y un sector de ejercicios.

## Descripción

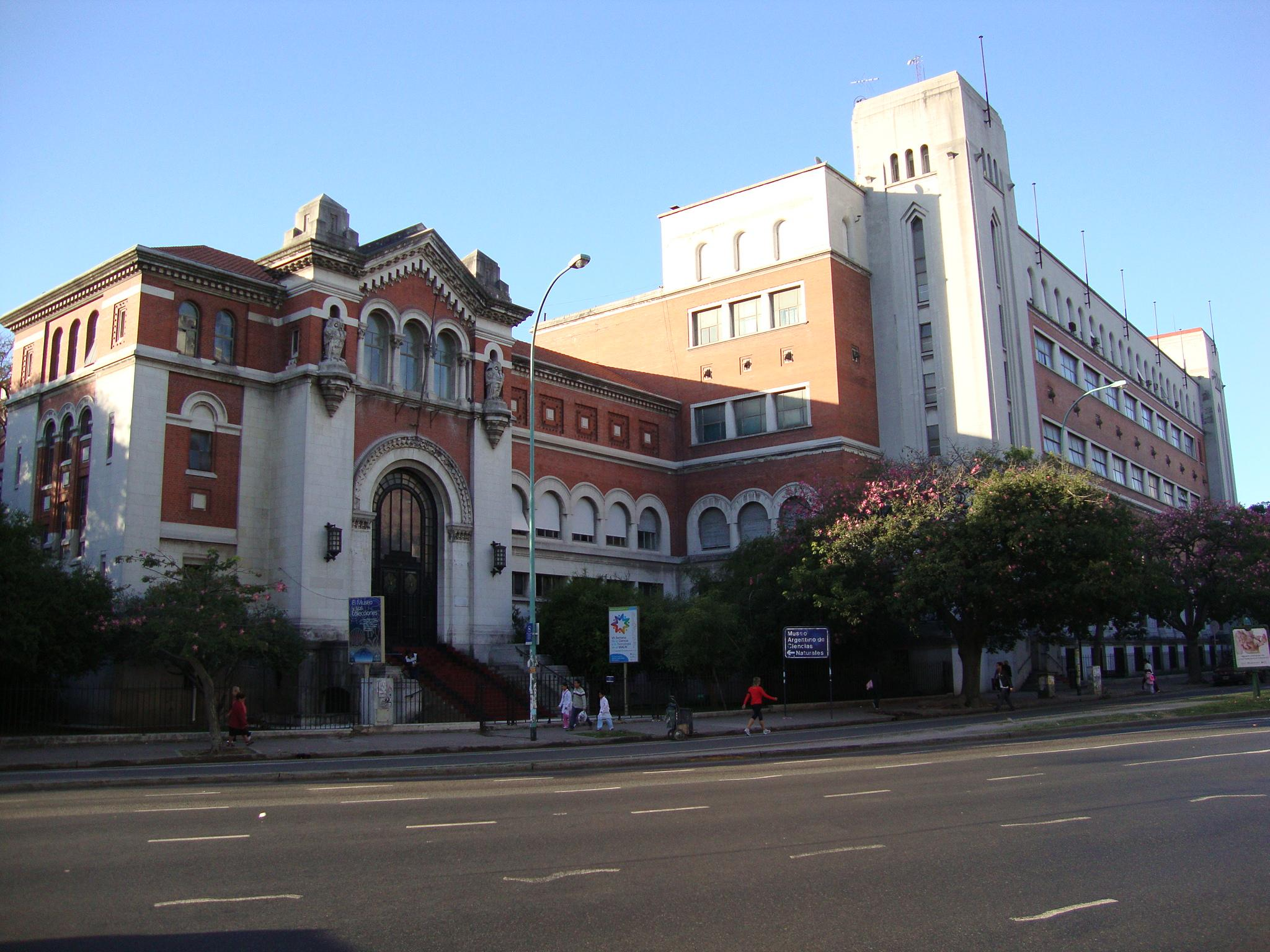
El Museo Argentino de Ciencias Naturales Bernardino Rivadavia

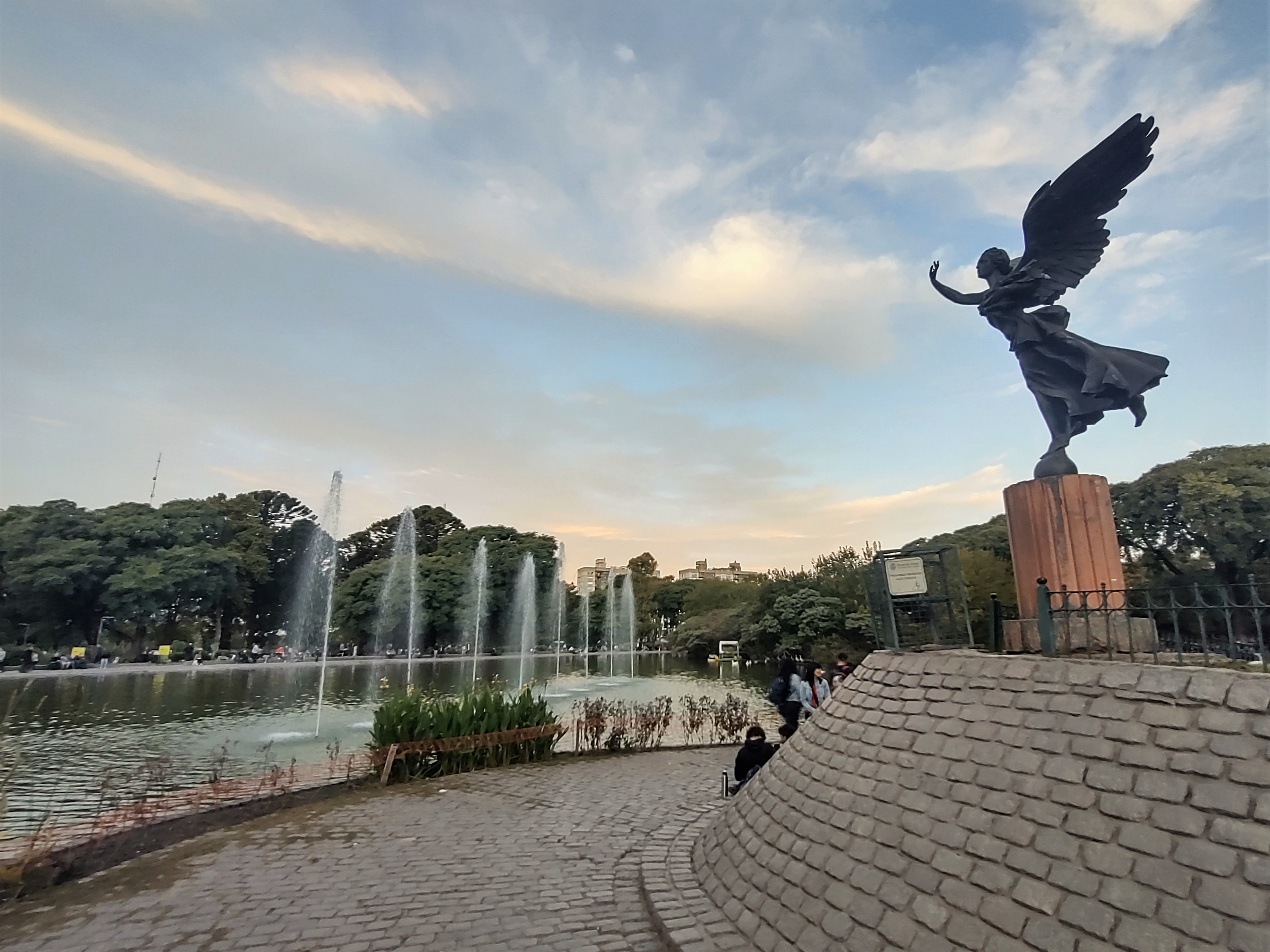
Escultura Victoria alada, de Eduardo Rubino

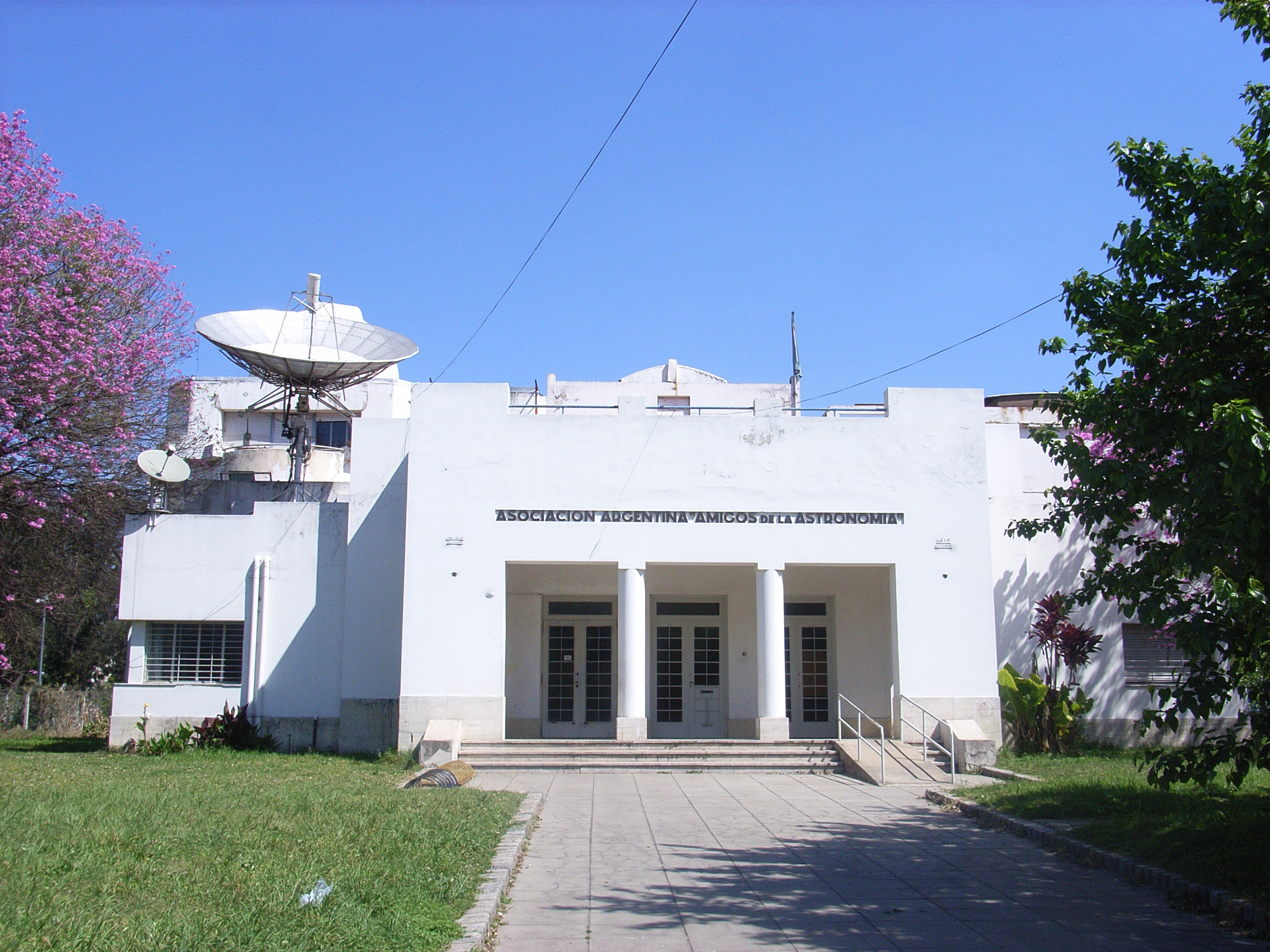
Sede de la Asociación Argentina Amigos de la Astronomía

El perímetro del parque cuenta con una importante infraestructura de salud, como ser el Hospital Durand, el Instituto de Zoonosis Luis Pasteur, el Hospital Naval Central Cirujano Mayor Dr. Pedro Mallo, el Hospital Municipal de Oncología Marie Curie y la Clínica San Camilo. 
También lo circundan el Museo Argentino de Ciencias Naturales Bernardino Rivadavia, y otras instituciones de investigación y culturales, como la Fundación de Investigación Instituto Leloir y la Asociación Argentina Amigos de la Astronomía, poseedora del más importante observatorio de la ciudad.
A pesar de que diseño del parque tiene un marcado estilo francés, cuenta con una gran diversidad de especies de plantas y arbóreas autóctonas que se pueden ver en las veredas de la ciudad, como el plátano de sombra, tipa, árbol del paraíso, jacarandá y palo borracho.
Posee un pequeño lago artificial, una fuente, juegos recreativos, murales populares y varias esculturas, entre ellas la "Victoria alada" del italiano Eduardo Rubino, "Madame Curie", de Santiago Parodi y "La Aurora" del francés Emilio Peinot.
Proporciona una gran actividad cultural al barrio, ya que cuenta con un anfiteatro, ubicado en Av. Lillo y L. Marechal, donde se ofrecen excelentes espectáculos durante la temporada de verano, tanto para grandes como para chicos, todos éstos en forma gratuita.
Durante toda la semana funciona una feria en donde se comercializan libros y revistas usadas incluyendo textos escolares. Los fines de semana se instala una feria temporaria, en la cual se pueden comprar artesanías y objetos usados.
El parque es un circuito elegido por los vecinos de barrios aledaños para realizar actividades deportivas como gimnasia aeróbica, o caminatas o footing por el perímetro del mismo que suma unos 1500 m. También cuenta con un skatepark, que fue utilizado por skaters. Un sector del parque ha sido cercado restringiendo su ingreso entre las 8 y 20 horas.
El lago no es navegable, debido a su baja profundidad y a las fuentes que podrían dificultar su navegación.